# Przybiernowo
Przybiernowo [pʂɨbjɛrˈnɔvɔ] (deutsch Wendisch Pribbernow) ist ein Dorf in der Gmina Brojce in der polnischen Woiwodschaft Westpommern. Es liegt fünf Kilometer westlich von Brojce, acht Kilometer nordöstlich von Gryfice und 75 Kilometer nordöstlich von Stettin.
Seit dem 19. Jahrhundert bestanden der Gutsbezirk Wendisch Pribbernow und die Landgemeinde Wendisch Pribbernow nebeneinander. Der Gutsbezirk, der im Jahre 1895 163 Einwohner umfasste, wurde 1903/1908 in die Landgemeinde eingemeindet. Im Jahre 1910 wurden in Wendisch Pribbernow 410 Einwohner gezählt.
Bis 1945 bildete Wendisch Pribbernow eine Landgemeinde im Landkreis Greifenberg i. Pom. in der preußischen Provinz Pommern. Zu der Gemeinde gehörten neben Wendisch Pribbernow keine weiteren Wohnplätze.